# La Aurora
La Aurora is een stad (parroquia urbana) in het uiterste zuiden van het kanton Daule in de Ecuadoraanse provincie Guayas. La Aurora ligt in de agglomeratie van Guayaquil, de grootste stad van Ecuador. In 2022 had de stad 116.593 inwoners.